# Transports dans les Yvelines
Les transports dans le département français des Yvelines s'appuient sur un réseau dense d'infrastructures routières et ferroviaires, complété par l'axe de navigation important que constitue la Seine canalisée. Ce réseau est dominé par des axes radiaux convergents vers Paris, tandis que les liaisons transversales tant à l'intérieur du département qu'avec les départements voisins (Val d'Oise, Essonne) sont moins développées.
Les transports yvelinois se caractérisent par l'importance des navettes voyageurs avec le centre de l'agglomération parisienne, en particulier Paris et La Défense, ainsi qu'avec d'autres pôles d'affaires de la banlieue parisienne tels que Cergy-Pontoise et le plateau de Saclay (Essonne).
Les services ferroviaires assurent une part significative des trajets domicile-travail vers Paris et la première couronne, tandis que les trajets internes au département ont très largement recours aux véhicules individuels.

## Infrastructures

### Transport routier

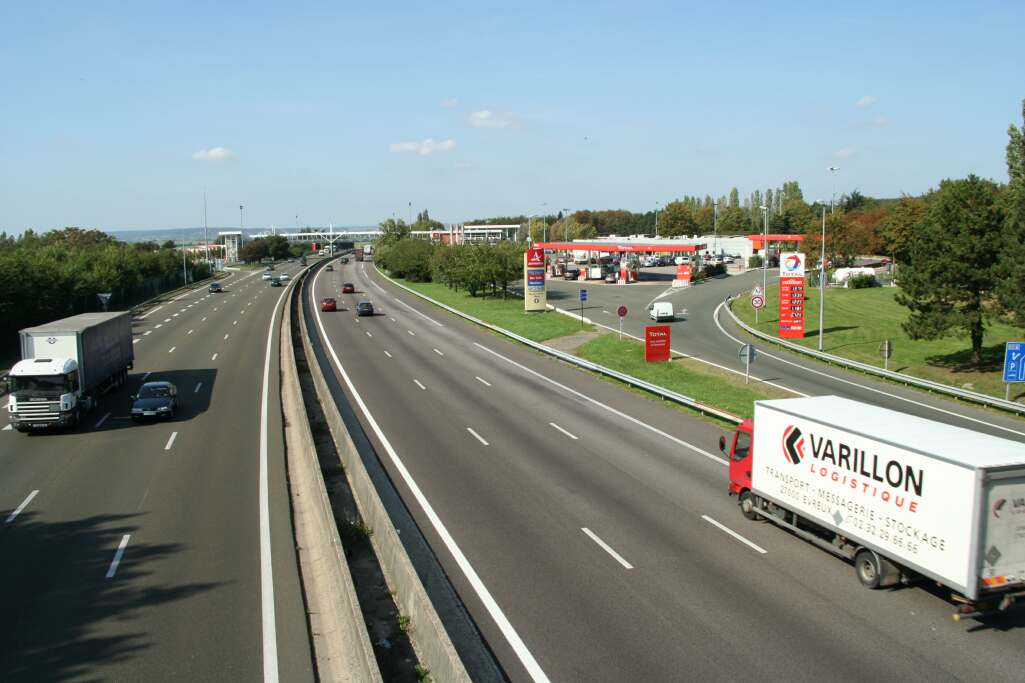
Autoroute A13 à Morainvilliers.

Le réseau routier des Yvelines comprenait en 2009 :
- 124,9 km d'autoroutes, dont 98,8 km d'autoroutes concédées ;
- 130,1 km de routes nationales ;
- 1 577 km de routes départementales, dont 579 km en agglomération[2].

#### Autoroutes
Cinq autoroutes « radiales » desservent le département.
- L'autoroute A10 relie Paris à Bordeaux.
- L'autoroute A11 se débranche de l'A10 au péage de Saint-Arnoult et relie Paris à Nantes.
- L'autoroute A12 se débranche de l'A13 au triangle de Rocquencourt et rejoint la RN 10 à Saint-Quentin-en-Yvelines.
- L'autoroute A13 relie Paris à Caen.
- L'autoroute A14 relie Paris à Orgeval, où elle rejoint l'A13. C'est la seule autoroute de dégagement de Paris donnant lieu à péage (péage de Montesson).

Une sixième, l'autoroute A86 constitue la deuxième rocade périphérique de Paris. Achevée en 2011, elle comprend une section à péage, le Duplex A86. Celui-ci construit sur deux niveaux (un par sens de circulation) est interdit aux motos et aux poids lourds. La Francilienne traverse également le département, mais n'est pas bouclée (voir plus bas).

#### Routes nationales
Il s'organise selon trois grands axes rayonnant depuis Paris.
- La route nationale 13 suit la vallée de la Seine jusqu'à Bonnières-sur-Seine. Elle a été déclassée en RD 113 entre Bougival et Le Pecq et entre Saint-Germain-en-Laye et Mantes-la-Jolie et est doublée par l'autoroute de Normandie, gratuite jusqu'à cette dernière ville.
- La route nationale 10 traverse la frange est du département via Versailles et Rambouillet. En partie déclassée en RD 10, elle est doublée pour les destinations lointaines par l'autoroute A10 qui passe plus à l'est dans l'Essonne et traverse la pointe sud du département, avec la barrière de péage de Saint-Arnoult-en-Yvelines.
- La route nationale 12, aménagée en voie rapide à 2×2 voies, se détache de la précédente à Saint-Cyr-l'École et traverse le département en son milieu via Houdan selon une direction est-ouest.

#### Voies secondaires
Le réseau des routes départementales et communales assure un maillage relativement dense du territoire, en particulier dans le nord-est du département, partie la plus urbanisée. Cependant il existe peu de voies rapides reliant les axes radiaux tant à l'intérieur du département qu'avec les départements voisins de la grande couronne (Essonne et Val-d'Oise). 

#### Franchissement de la Seine
Il existe dans les Yvelines seize franchissements routiers de la Seine, dont deux viaducs de l'autoroute A14. Le plus récent est le viaduc de Triel, à 2×2 voies, long de 3,65 km, construit en 2003 pour désenclaver la boucle de Chanteloup-les-Vignes.

#### Radars
À fin octobre 2009, dans le cadre de la lutte contre l'insécurité routière, 23 radars de contrôle de vitesse et trois radars de feux rouges (au Vésinet) ont été implantés dans les Yvelines.
En 2018 selon le site ministériel on compte : une cinquantaine de radars de contrôle de vitesse, une vingtaine de radars de feux rouges, entre 3 et 5 de radars de chantier, un radar tourelle (Saint-Germain-en-Laye, Carrefour des Loges). Il y a également 5 voitures (Sandero, 308, 508, Berlingo, Mégane) avec radar embarqué.

### Transport ferroviaire

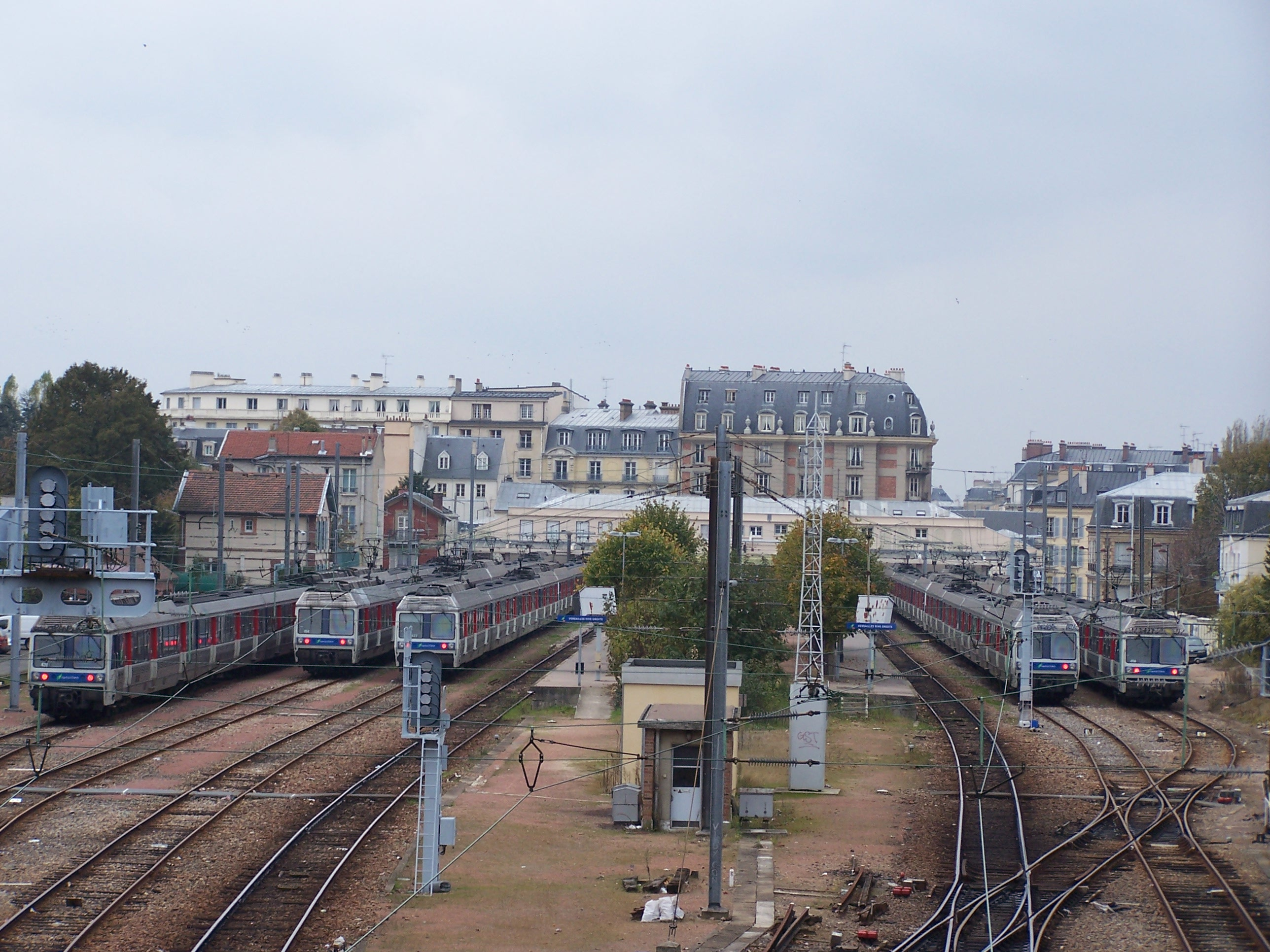
Gare de Versailles-Rive-Droite.

Plus encore que le réseau routier, le réseau ferroviaire dans les Yvelines est fortement polarisé vers Paris, avec trois grandes lignes radiales aboutissant à Paris-Saint-Lazare pour la première et Paris-Montparnasse pour les deux autres, toutes trois à double voie ou plus, électrifiées et parcourues par un trafic mixte de banlieue et de trains TER :
- la ligne de Paris-Saint-Lazare au Havre, après avoir franchi deux fois le fleuve en coupant la boucle de Montesson, suit la rive gauche de la Seine via Poissy et Mantes-la-Jolie ; dans cette ville, se débranche la ligne de Mantes-la-Jolie à Cherbourg ; entre Paris et Mantes-la-Jolie, une deuxième ligne principalement destinée au trafic de banlieue suit la rive droite via Conflans-Sainte-Honorine ;
- la ligne de Paris-Montparnasse à Brest, est parallèle au tracé de la RN 10 via Versailles et Rambouillet. Cette ligne a perdu l'essentiel de son trafic de « grandes lignes » à la suite de la mise en service du TGV Atlantique ;
- la ligne de Saint-Cyr à Surdon, moins importante, se détache de la précédente quelques kilomètres après Versailles et suit plus ou moins l'itinéraire de la RN 12 via Plaisir et Houdan.

La LGV Atlantique et la ligne de Brétigny à Tours traversent le département, sans le desservir, dans sa pointe sud parallèlement à l'autoroute A10.
À ces grandes lignes radiales s'ajoutent dans l'est du département des lignes d'intérêt plus local, au trafic presque exclusivement composé de trains de banlieue : la ligne de Paris-Saint-Lazare à Versailles-Rive-Droite, son antenne de Saint-Cloud à Saint-Nom-la-Bretèche et la ligne d'Achères à Pontoise, ainsi que les lignes RATP des RER A (ancienne ligne de Paris-Saint-Lazare à Saint-Germain-en-Laye) et B (ancienne ligne de Sceaux).

Réseau ferré dans les Yvelines.

Il n'existe que deux lignes transversales : 
- la rocade ferroviaire de Paris, dite de Grande Ceinture, est en grande partie désaffectée dans la traversée des Yvelines. Seules sont exploitées la partie située à l'est de Versailles vers Massy - Palaiseau et, à partir de juillet 2022, le tronçon de Saint-Cyr à la gare de Saint-Germain-en-Laye via la ligne 13 du tramway d'Île-de-France utilisant la GCO. Le tronçon reliant Sartrouville à Argenteuil est exclusivement réservé au trafic de marchandises ;
- la ligne de la vallée de la Mauldre, reliant Plaisir à Épône, qui permet un accès direct de Mantes-la-Jolie à Versailles.

La partie est du département, la plus urbanisée, est aussi la mieux desservie par le réseau de transport en commun de l'Île-de-France, avec, en particulier, les branches du RER A aboutissant à Poissy et Saint-Germain-en-Laye, du RER B à Saint-Rémy-lès-Chevreuse et du RER C à Versailles-Château et Saint-Quentin-en-Yvelines. 
La ligne 6 du tramway d'Île-de-France relie la station de métro Châtillon - Montrouge (ligne 13 du métro de Paris) à la gare de Viroflay-Rive-Droite depuis le 28 mai 2016.

### Transport fluvial

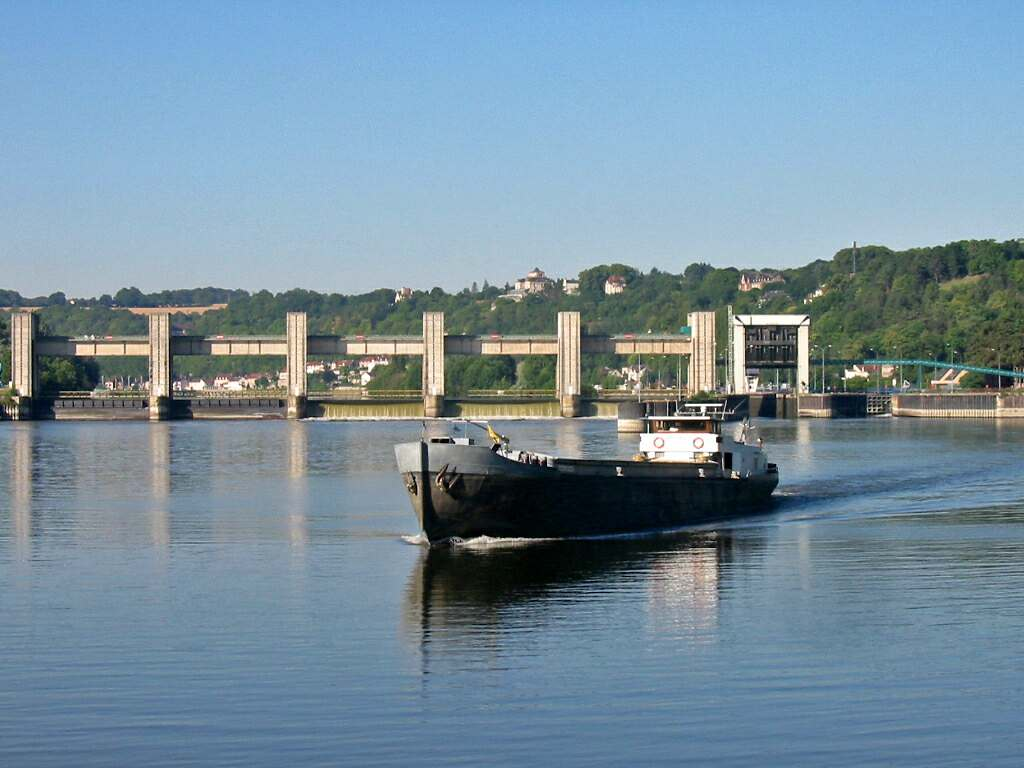
Barrage-écluses de Méricourt.

La Seine canalisée est une importante voie de transit entre l'agglomération parisienne et la mer, communiquant aussi par l'Oise avec les canaux du Nord de la France et du Benelux. Dans la traversée des Yvelines, trois barrages-écluses (de l'amont vers l'aval : Chatou/Bougival, Andrésy et Méricourt) délimitent quatre biefs. Le fleuve, accessible aux bateaux et convois de 5 000 tonnes, dessert diverses installations privées ou publiques. Ces dernières, incluent notamment le port fluvial de Limay-Porcheville, accessible également aux caboteurs fluvio-maritimes et géré par le Port autonome de Paris, et divers ports de plaisance.
L'aqueduc de l'Avre qui contribue à l'approvisionnement en eau potable de la ville de Paris traverse le département d'ouest en est.

### Transport aérien

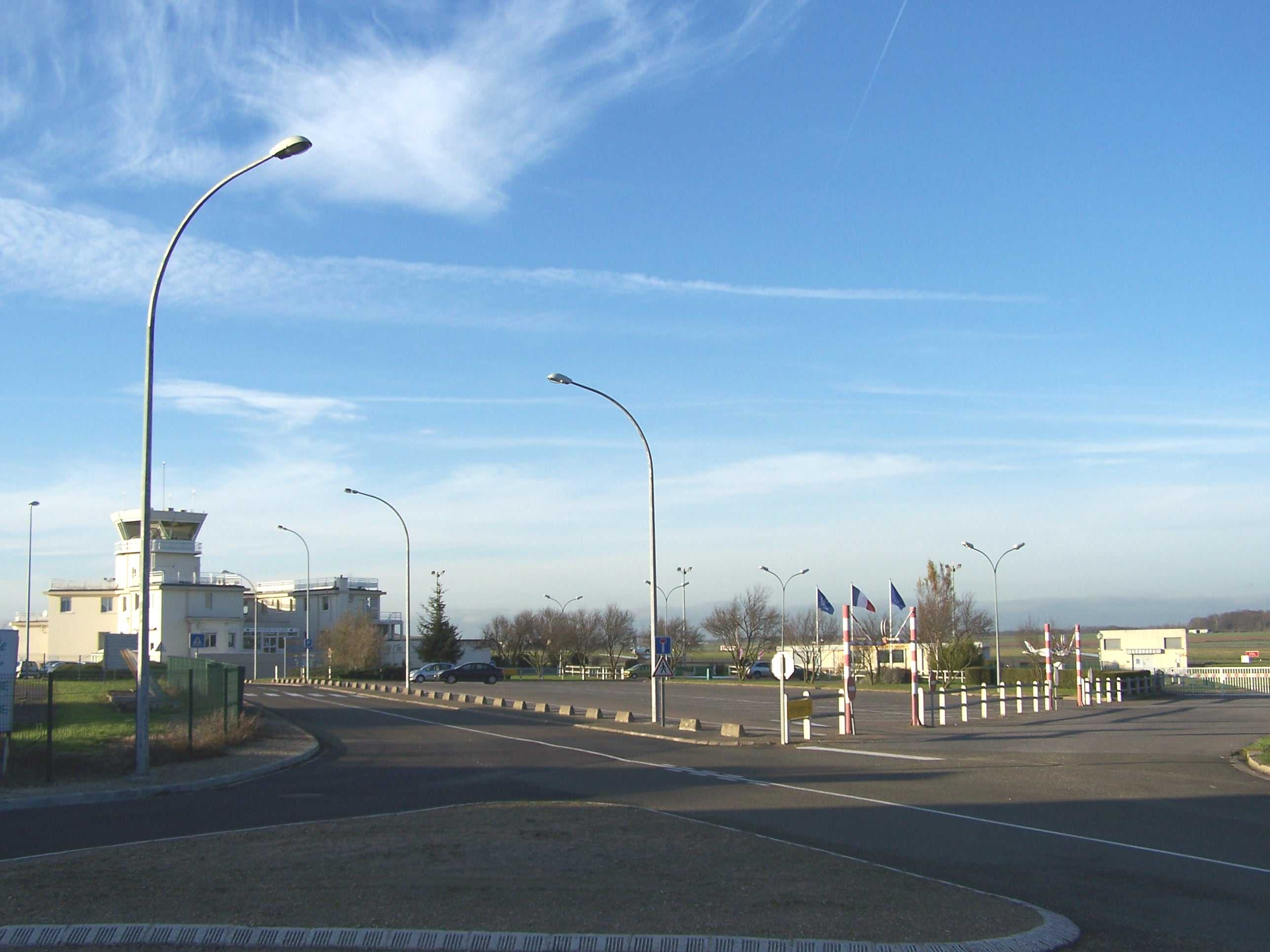
Entrée de l'aéroport de Toussus-le-Noble.

Le département dispose de plusieurs aérodromes secondaires fréquentés par des aéro-clubs : Chavenay - Villepreux, Saint-Cyr-l'École, Toussus-le-Noble, Les Mureaux et Beynes-Thiverval. Les trois premiers sont exploités par la société Aéroports de Paris, celui des Mureaux est géré par un SIVU regroupant les communes des Mureaux et de Verneuil-sur-Seine et le dernier, où se pratique le vol à voile, dépend de la commune de Thiverval-Grignon. 
Toussus-le-Noble est le deuxième plus grand aéroport d'affaires de la région parisienne après l'aéroport de Paris-Le Bourget.
L'aérodrome militaire de Vélizy-Villacoublay abrite la base aérienne 107, qui héberge notamment l'escadron de transport 60 (ET60) qui assure les transports du président de la République et des autorités gouvernementales.

### Transport d'énergie
Les Yvelines sont traversées par diverses canalisations de transport d'hydrocarbures enterrées desservant les dépôts pétroliers de Gargenville et de Coignières ainsi que les stockages souterrains de gaz naturel de Beynes et de Saint-Illiers-la-Ville, qui représentent une longueur totale de 919 km.
Il s'agit du réseau d'oléoducs LHP (Le Havre-Paris), exploité par Trapil (société des transports pétroliers par pipeline), qui suit le cours de la Seine et dessert notamment le site de Gargenville, d'où se détache une conduite à destination d'Orléans qui dessert au passage un terminal de livraison à Coignières, du pipeline Île-de-France (PLIF) de la société Total qui relie le port du Havre à la raffinerie de Grandpuits, et du réseau de gazoducs de la société GRTgaz (ex-GdF).
La « boucle 400 000 volts », ligne à très haute tension de Réseau de transport d'électricité (RTE) qui ceinture l'Île-de-France, traverse les Yvelines dans le sens nord-sud, desservant deux postes électriques 400 000 / 225 000 V qui alimentent le département : celui de Mézerolles (commune de Boinville-en-Mantois) dans le nord-ouest relié également à la centrale thermique de Porcheville (EDF) et à la Normandie par une autre ligne à haute tension et le poste « Yvelines » (commune de Méré), situé dans le centre géographique du département. Ce dernier, relié par une ligne souterraine à 225 000 volts au poste d'Élancourt qui dessert un million d'habitants dans les Yvelines, a été inauguré le 6 mars 2009.

### Infrastructures pour mobilités actives
Les infrastructures pour « circulations actives » sont destinées à accueillir les déplacements non motorisés, principalement la marche à pied et le cyclisme. Le Conseil départemental des Yvelines favorise leur développement en aménagement les routes départementales hors agglomérations et en subventionnant les communes. Il a également défini des schémas départementaux de randonnée pédestre et de randonnée équestre. En 2009, le département des Yvelines dispose de 193 km de routes départementales équipées en aménagements cyclables, et d'environ cinquante kilomètres de pistes cyclables en forêt de Rambouillet, ainsi que de 1000 km de sentiers de randonnée pédestre et 352 km de sentiers de randonnée équestre.
Les Yvelines adhèrent à l'association des départements cyclables, tandis que les communes de Conflans-Sainte-Honorine, Guyancourt, Houdan, Mantes-la-Jolie, Les Mureaux, Rambouillet, Le Vésinet, Versailles, ainsi que de Saint-Quentin-en-Yvelines, adhèrent au club des villes et territoires cyclables et marchables.
Les Yvelines sont concernées par les lignes V2 (Vélizy-Villacoublay / Aéroport Charles-de-Gaulle), V3 (Maurepas-La Verrière / Parc des expositions de Paris-Nord Villepinte/Claye-Souilly), V4 (Cergy-Pontoise / Marne-la-Vallée Chessy), V5 (Poissy / Pontault-Combault), V7 (Mantes-la-Jolie / Saint-Fargeau-Ponthierry/Melun), V8 (Plaisir / Paris) et V9 (Saint-Nom-la-Bretèche / Paris) du projet de RER Vélo, réseau de pistes cyclables de moyenne distance à travers la région Île-de-France.

### Grands projets d'infrastructures

#### Infrastructures routières
Des infrastructures routières de maillage transversal sont en construction ou en projet :
- le tronçon nord de la Francilienne, connu aussi sous le nom d'autoroute A104, est encore à l'état de projet entre Méry-sur-Oise et Orgeval (A13), le tracé étant contesté[15] ;
- le projet de liaison « Seine-Aval - Saint-Quentin-en-Yvelines » (précédemment dénommée voie nouvelle de la vallée de la Mauldre) est mis en avant par le conseil général des Yvelines[16].

Une ligne de transport collectif en site propre (TCSP) reliant Versailles (Pont Colbert) au Chesnay (centre hospitalier André-Mignot) est projetée. Cette ligne sera en correspondance avec les gares de Versailles-Chantiers,  Versailles-Château-Rive-Gauche et Versailles-Rive-Droite.

#### Infrastructures ferroviaires
Dans le domaine ferroviaire, deux projets de réouverture de la « Grande Ceinture » sont mis en œuvre : la ligne 11 du tramway d'Île-de-France entre Sartrouville et Noisy-le-Sec, mise en service partiellement entre les gares d’Épinay-sur-Seine (RER C) et du Bourget (RER B) en 2017, et la ligne 13 du tramway d'Île-de-France entre Achères et Versailles, dont le premier tronçon entre Saint-Germain et Versailles a été mis en service le 6 juillet 2022.
La ligne de Paris-Saint-Lazare au Havre fait l'objet d'améliorations progressives entre Poissy et Mantes-la-Jolie depuis les années 2000, dans le cadre des projets de liaison rapide Normandie - Val de Seine et du prolongement du RER E vers l'ouest prévu en 2026.
La ligne 18 est une ligne de métro automatique en construction, qui fera partie du Grand Paris Express. Elle est conçue pour relier l'aéroport d'Orly à Versailles, en passant par plusieurs pôles stratégiques dans les Yvelines et l'Essonne. 3 gares sont prévues dans les Yvelines et ouvriront en 2030 : Guyancourt, Satory et Versailles – Chantiers.

## Services collectifs
Pour les services propres à l'Île-de-France, qu'il s'agisse de transport ferroviaire (RER et lignes de banlieue) ou routier, Île-de-France Mobilités définit la consistance des dessertes et arrête la tarification.

### Réseaux de bus

#### Lignes régulières

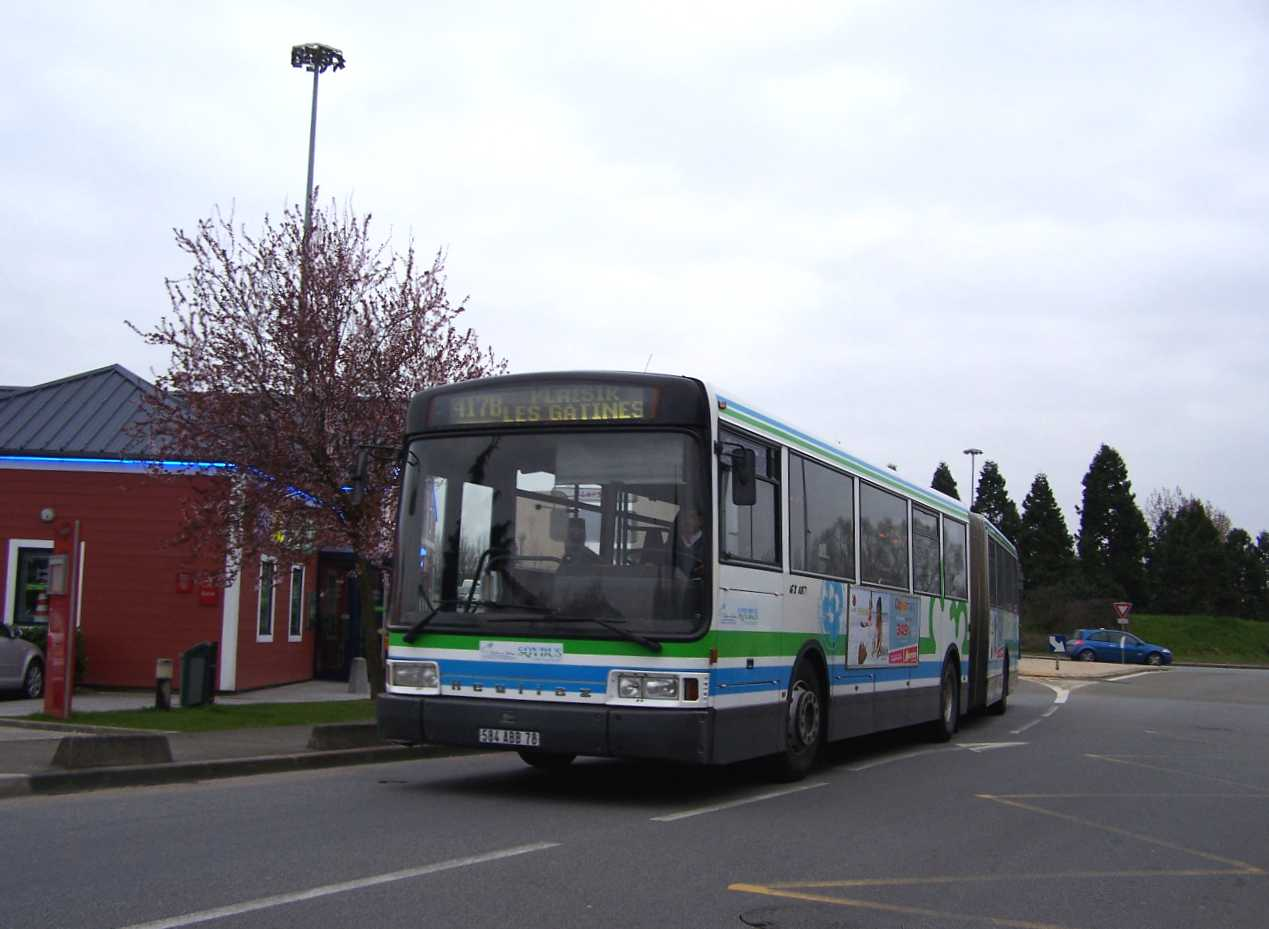
Bus de l'ancien réseau Sqybus à Plaisir-les-Gâtines

Différents réseaux de bus desservent le territoire des Yvelines. Il s'agit soit de réseaux urbains desservant une commune ou une communauté de communes, soit de réseaux interurbains desservant des parties plus étendues du territoire yvelinois. Ils sont pour la plupart exploités par des filiales des grands groupes français : Transdev, Keolis (groupe SNCF) et RATP.
Les principaux réseaux urbains sont Argenteuil - Boucles de Seine dans la Boucle de Montesson, le réseau de bus Grand Versailles, le réseau de bus du Mantois (Limay et environs et communauté d'agglomération de Mantes-en-Yvelines), réseau de bus Centre et Sud Yvelines à Rambouillet et réseau de bus de Saint-Quentin-en-Yvelines à Saint-Quentin-en-Yvelines.
Basé à Argenteuil (Val-d'Oise), le réseau d'Argenteuil - Boucles de Seine dessert aussi Sartrouville et Houilles. 
Le réseau interurbain est principalement constitué par le réseau de bus Centre et Sud Yvelines.
L'Express A14 est une liaison express entre La Défense et l'ouest des Yvelines, exploitée par la Compagnie des transports collectifs de l’Ouest parisien (filiale commune de Transdev et Keolis). Empruntant l'autoroute A14, cette ligne a été mise en place en 1997 pour pallier l'absence de liaison ferroviaire directe entre La Défense et Mantes-la-Jolie. Elle dessert aussi Les Mureaux, Orgeval et Vernouillet.

#### Mobilien
En 2009, treize lignes labellisées « Mobilien » sont en service dans les Yvelines, dont huit internes au département et cinq reliant un pôle des Yvelines à des pôles extérieurs (La Défense, Cergy-Pontoise, Massy - Saclay et Les Ulis. Ces lignes sont destinées à compléter le maillage ferroviaire très insuffisant dans la « grande couronne » parisienne.

#### Noctilien
Quatre ligne de bus « Noctilien » relient certains points des Yvelines au centre de Paris, au départ des gares de La Verrière vers la gare de Paris-Est, Saint-Rémy-lès-Chevreuse vers Châtelet, Mantes-la-Jolie et Saint-Germain-en-Laye vers la gare Saint-Lazare, ainsi que de Vélizy (hôtel de ville) vers la gare Montparnasse. Il s'agit de services de bus de nuit destinés à pallier l'arrêt des services ferroviaires entre 1 h et 5 h du matin.

#### Transport à la demande
En complément des lignes de bus régulières, trois services de transport à la demande ont été mis en place dans les Yvelines : Créabus (groupe Veolia) à Saint-Nom-la-Bretèche, Allo Phébus à Saint-Cyr-l'École et Tamy en Yvelines dans la communauté d'agglomération de Mantes-en-Yvelines.

### Services ferroviaires

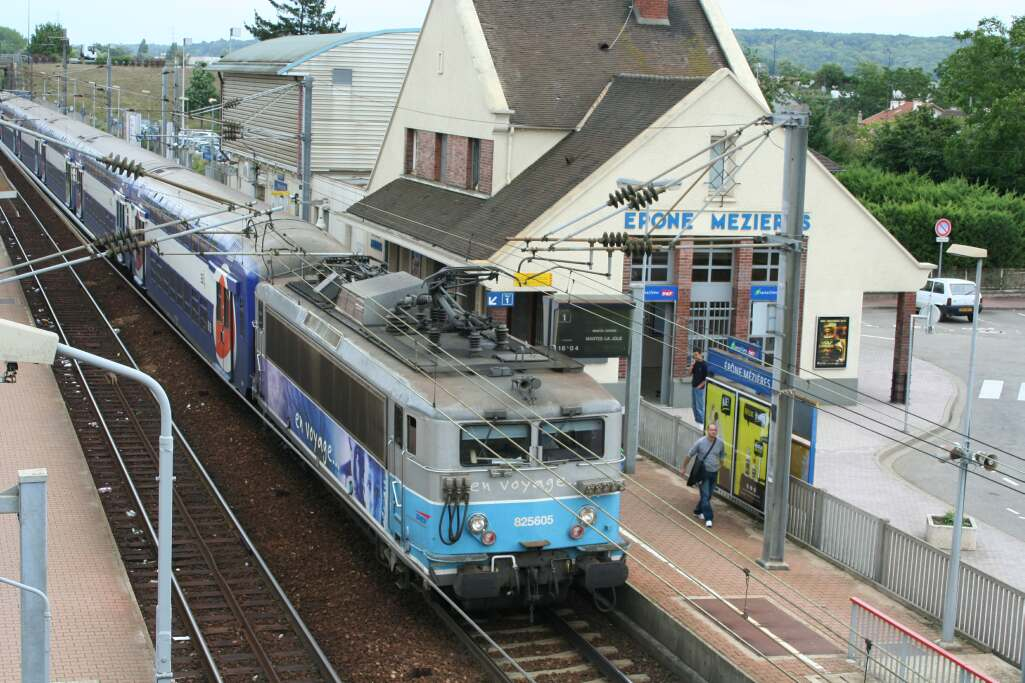
Rame du Transilien SNCF en gare d'Épône - Mézières.

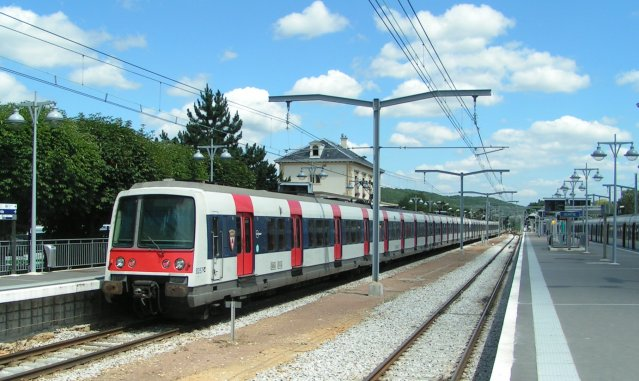
Rame RATP en gare de Saint-Rémy-lès-Chevreuse, terminus du RER B.

Les services ferroviaires dans les Yvelines sont exploités :
- d'une part, par la SNCF sur le réseau ferroviaire national, y compris pour les lignes RER qui aboutissent à Saint-Quentin-en-Yvelines, Versailles-Chantiers et Versailles-Château-Rive-Gauche (RER C), Poissy et Cergy-Saint-Christophe  (RER A) ;
- et d'autre part, par la RATP sur son réseau propre pour les lignes RER qui aboutissent à Saint-Germain-en-Laye (RER A) et Saint-Rémy-lès-Chevreuse (RER B).

#### TER
Les services régionaux TER (TER Normandie ou Nomad et TER Centre-Val de Loire ou Rémi) desservent les gares de Mantes-la-Jolie, Versailles-Chantiers et Rambouillet, ainsi que les haltes ferroviaires situées au-delà de Mantes vers Rouen et Évreux et au-delà de Rambouillet vers Chartres.

#### Grandes lignes
Depuis le remplacement des Intercités Normandie par des TER Normandie ou Nomad dans le cadre d'un transfert de compétence de l'État vers la région Normandie, le département n'est presque plus desservi par des trains qualifiés de « Grandes lignes ». Seules subsistent une liaison TGV quotidienne entre Le Havre et Marseille-Saint-Charles, qui dessert Mantes-la-Jolie et Versailles-Chantiers, et, depuis 2022, deux liaisons quotidiennes Ouigo Train Classique entre Paris-Austerlitz et Nantes via Versailles-Chantiers.

## Histoire
À l'époque gallo-romaine, un réseau de voies romaines assez développé quadrillait le territoire actuel des Yvelines. Reconnu par diverses méthodes alliant les observations sur le terrain à la prospection aérienne, il comportait de grands axes est-ouest et nord-sud reliant Paris à la Normandie et Beauvais à Chartres, et trois points de franchissement de la Seine à Mantes, Meulan et Poissy.

### Chemin de fer et transports en commun
Les Yvelines ont été aussi le témoin de la première ligne de chemin de fer ouverte aux voyageurs en France entre la gare de Paris-Saint-Lazare et la gare du Vésinet - Le Pecq en 1837, puis au XXe siècle de la première autoroute française entre Saint-Cloud et Orgeval à partir de 1939.
Le 11 novembre 1876 est mis en service le premier réseau, à traction hippomobile, des tramways versaillais. Il sera par la suite, en octobre 1895, repris et électrifié par la Société versaillaise de tramways électriques (SVTE). Le réseau fonctionna jusqu'en octobre 1953 avant d'être remplacé par des services de bus urbains.

Cartes du réseau ferroviaire dans les départements de l'Essonne, du Val-d'Oise et des Yvelines (ancienne Seine-et-Oise)
Le réseau ferroviaire en 1931.
Le réseau ferroviaire de nos jours.
Carte animée de l’évolution du réseau ferroviaire.

### Aviation

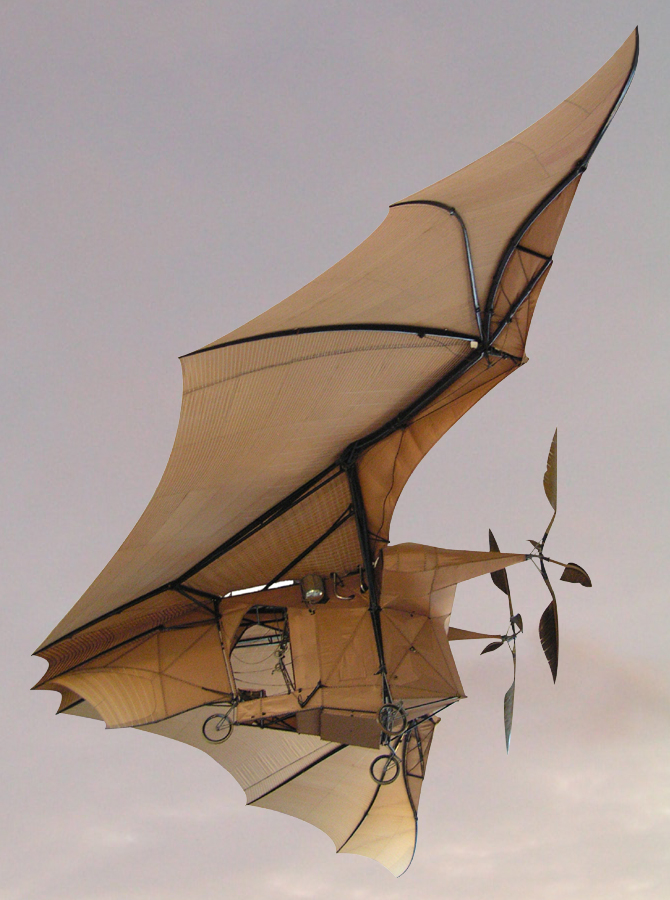
L’Avion III de Clément Ader.

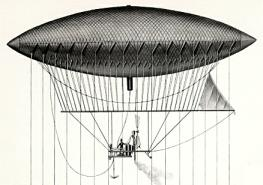
Le dirigeable Giffard en 1852.

Les Yvelines sont le théâtre de plusieurs épisodes des débuts de l'aviation.
- 1852, le 24 septembre, Henri Giffard fait un vol de démonstration entre Paris et Trappes à la vitesse de 7 km/h dans un aérostat, ballon de 2 500 m3 qui utilise une petite machine à vapeur pour se propulser.
- Clément Ader effectue sur le plateau de Satory près de Versailles un de ses premiers vols en 1890 avec Éole, puis le 14 octobre 1897 avec l’Avion III, son premier vol de 300 mètres, essai qui se termine mal et entraîne la destruction de l'appareil et l'abandon de ses recherches par Ader[20]. Un monument situé à Versailles célèbre cet exploit intervenu six ans avant le premier vol des frères Wright. En 1909, Santos-Dumont relie Satory à Buc, distant de huit kilomètres en cinq minutes à bord de la Demoiselle. En février 1910, Le comte de Lambert découvre le site de Villacoublay où rapidement s'installent une école de pilotage et une usine de montage d'avion[21].